# Setana
Setana (せたな町, Setana-chō) és una vila i municipi de la subprefectura de Hiyama, a Hokkaido, Japó. La vila de Setana forma part del districte de Hiyama i, tot i no ser la capital subprefectural, és el municipi més poblat a la subprefectura de Hiyama.

## Geografia
El municipi de Setana es troba al nord de la subprefectura de Hiyama i fa costa amb la mar del Japó. El riu Shiribeshi-Toshibetsu passa pel centre de la vila per a acabar a la mar del Japó. L'únic parc eòlic marí del Japó es troba a Setana, no obstant això, el parc només compta amb dues turbines. El terme municipal de Setana limita amb els de Yakumo, a la subprefectura d'Oshima, al sud, Shimamaki, a la subprefectura de Shiribeshi, al nord i amb Imakane, a la mateixa subprefectura de Hiyama, a l'est.

## Història
L'1 de setembre de 2005, l'antiga vila de Setana (瀬棚町) va absorbir les viles veïnes de Kitahiyama i Taisei, fundant així la nova vila de Setana, la qual es diferència de l'antiga pel mètode d'escriptura del nom: abans era en kanji (瀬棚) i ara és en hiragana (せたな).

### Cronologia
- 1921: El poble de Setana assoleix la categoria de vila.
- 1955: Es funda la vila de Kitahiyama i el poble de Taisei.
- 1966: El poble de Taisei esdevé vila.
- 1987: La línia Setana dels Ferrocarrils Nacional Japonesos és clausurada.
- 2005: Les antigues viles de Setana, Kitahiyama i Taisei es dissolen per fusionar-se i crear la nova vila de Setana.

## Transport

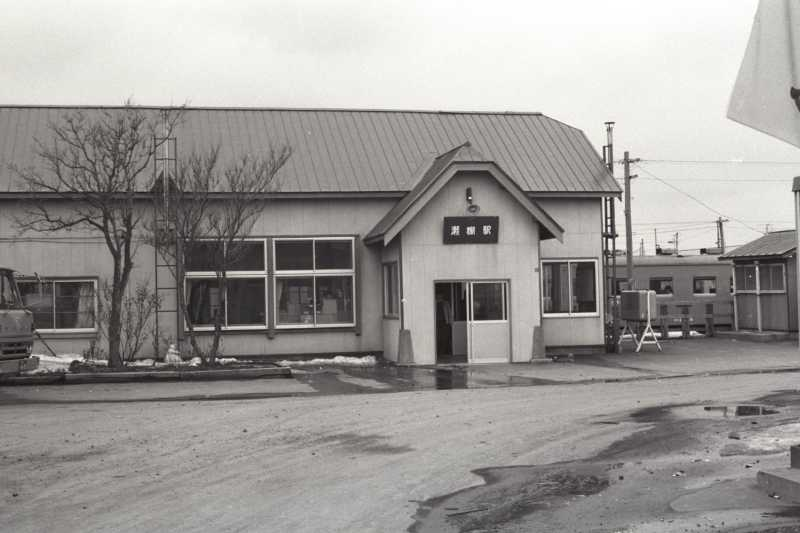
Antiga estació de Setana JNR (1983)

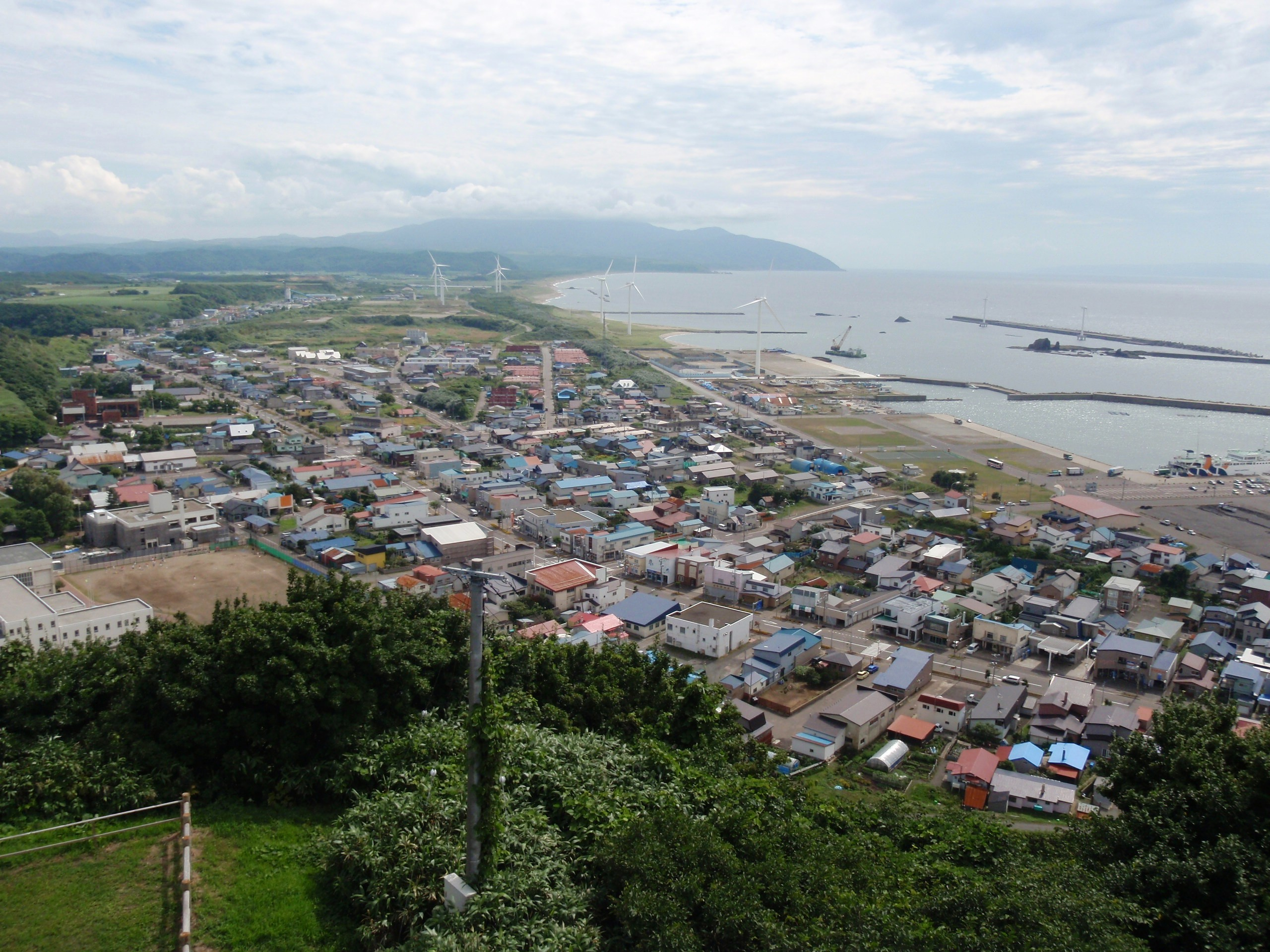
Vista de la vila, el parc eòlic i el port

### Ferrocarril
Des del tancament el 15 de març de 1987 de la línia Setana per part dels Ferrocarrils Nacionals Japonesos en convertir-se en la Companyia de Ferrocarrils de Hokkaido (JR Hokkaido), no hi ha servei de ferrocarril a la vila. Les estacions més properes es troben als municipis veïns, estant disponible la línia principal Hakodate i la línia principal Muroran.

### Carretera
- Nacional 229
- Nacional 230
- Nacional 276
- Prefectural 42
- Prefectural 232
- Prefectural 345
- Prefectural 447
- Prefectural 459
- Prefectural 677
- Prefectural 740
- Prefectural 783
- Prefectural 936

### Marítim
- Port de Setana

El port fou construït el 1934. La companyia Heart Land Ferry opera una terminal de transbordadors que fa una ruta capa a la vila d'Okushiri, a l'illa del mateix nom només a l'estiu. El 2018 es va anunciar que l'empresa cancel·laria els seus serveis i, per tant, la terminal del port de Setana restaria sense ús.

## Agermanaments
- City of Hanford, Califòrnia, EUA.
- Toyoyama, prefectura d'Aichi, Japó.[7] (2019)[8]